# 고바야시 미노루
고바야시 미노루(일본어: 小林 稔, 1976년 5월 14일 ~ )는 일본의 전 축구 선수이다.

## 구단 경력
1999년 J2리그의 FC 도쿄에 입단하였다. 1999년 J2리그 준우승으로 J1리그로 승격하였다. 2002년후 현역 은퇴.

## 지도자 경력
은퇴 후에는 FC 도쿄의 코치를 거쳐, 2012년 주빌로 이와타의 코치으로 취임하였다. 2019년 8월 감독으로 취임하였다.